# Leuschner Observatory

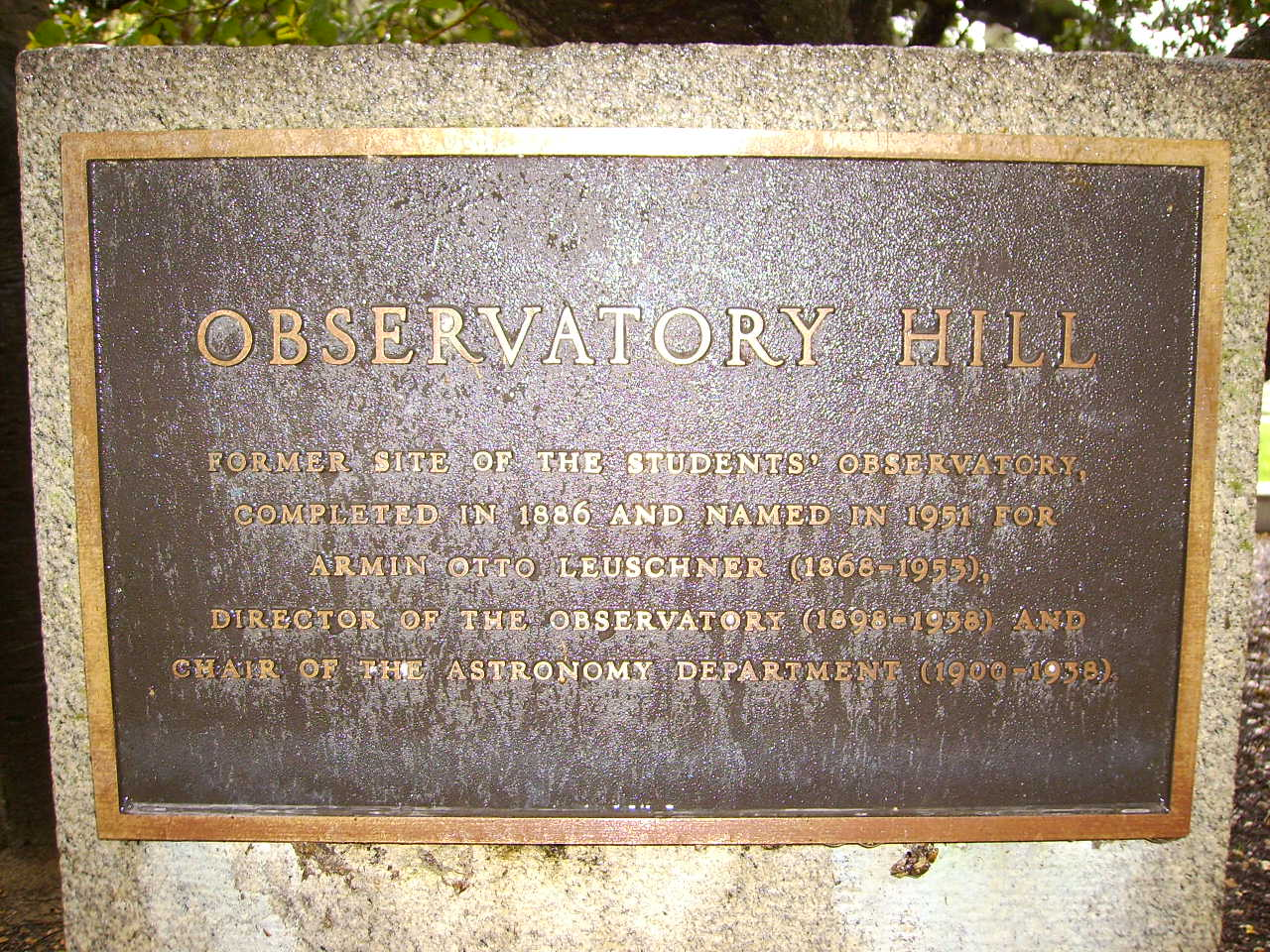
Plakett på platsen för det ursprungliga observatoriet.

Leuschner Observatory, ursprungligen Students' Observatory, är ett observatorium i Kalifornien. 
Observatoriet grundades 1886 på universitetsområdet i Berkeley. Under många år var Armin Otto Leuschner dess föreståndare och 1951, ett par år före hans död, uppkallades observatoriet efter honom. År 1965 förflyttades det till sin nuvarande plats i Lafayette, uppskattningsvis 16 kilometer öster om Berkeley. År 2012 blev fysik- och astronomiinstitutionen vid San Francisco State University samarbetspartner till University of California kring observatoriet.